# Al Aarons
Al Aarons (23. března 1932 Pittsburgh – 17. listopadu 2015 Laguna Woods) byl americký jazzový trumpetista. Studoval na Wayne State University v Detroitu a profesionálním hudebníkem se stal v roce 1956. V té době spolupracoval například se saxofonistou Yusefem Lateefem a klavíristou Barrym Harrisem. Později spolupracoval s varhaníkem Wild Billym Davisem a v letech 1961 až 1969 hrál v orchestru Count Basieho. Během své kariéry spolupracoval s mnoha dalšími hudebníky, mezi které patří například Kenny Burrell, Milt Jackson, Quincy Jones a Frank Wess. V roce 2002 vydal vlastní album nazvané Al Aarons & the L.A. Jazz Caravan.